# Morti nel 2011/Giugno
| Questa pagina contiene informazioni ricavate automaticamente dalle voci biografiche con l'ausilio del template Bio e di un bot. L'aggiornamento è periodico e automatico e ricostruisce completamente la pagina. Se manca una persona in questa lista, sei pregato di non aggiungerla, ma accertati piuttosto che la sua voce biografica contenga il template Bio e che i dati anagrafici siano correttamente compilati. Se il template Bio manca, inseriscilo tu stesso o, in alternativa, metti l'avviso {{tmp\|Bio}} che ne segnala la mancanza. Se i dati riportati sono sbagliati, correggi direttamente la voce biografica; le modifiche saranno visibili in questa lista entro pochi giorni. Per chiarimenti vedi il progetto biografie. La lista contiene solo le 143 persone che sono citate nell'enciclopedia e per le quali è stato implementato correttamente il template Bio. Pagina aggiornata al 10 giu 2025. |

- 1º giugno - Munir Ahmed Dar, hockeista su prato pakistano (n. 1935)
- 1º giugno - Haleh Sahabi, attivista e giornalista iraniana (n. 1958)
- 1º giugno - Albert Wiggins, nuotatore statunitense (n. 1935)
- 2 giugno - Ray Bryant, pianista statunitense (n. 1931)
- 2 giugno - Ubaldo De Ponti, politico italiano (n. 1920)
- 2 giugno - Josephine Hart, scrittrice, produttrice teatrale e personaggio televisivo irlandese (n. 1942)
- 2 giugno - Jea-eun Kim, fumettista sudcoreana
- 2 giugno - Albertina Sisulu, attivista sudafricana (n. 1918)
- 2 giugno - Leonid Yurtaev, scacchista kirghiso (n. 1959)
- 3 giugno - James Arness, attore statunitense (n. 1923)
- 3 giugno - Vittorio Bergamo, calciatore e allenatore di calcio italiano (n. 1922)
- 3 giugno - Harry Bernstein, scrittore britannico (n. 1910)
- 3 giugno - Andrew Gold, cantautore e polistrumentista statunitense (n. 1951)
- 3 giugno - Bill Johnson, cestista statunitense (n. 1933)
- 3 giugno - John Henry Johnson, giocatore di football americano statunitense (n. 1929)
- 3 giugno - Miriam Karlin, attrice britannica (n. 1925)
- 3 giugno - Jack Kevorkian, medico, pittore e compositore statunitense (n. 1928)
- 3 giugno - Arthur Komar, fisico e docente statunitense (n. 1931)
- 3 giugno - Giovanni Mazzotti, medico e anatomista italiano (n. 1948)
- 3 giugno - Peter Rijsewijk, cestista olandese (n. 1945)
- 3 giugno - Jan van Roessel, calciatore olandese (n. 1925)
- 4 giugno - Lilian Jackson Braun, scrittrice statunitense (n. 1913)
- 4 giugno - Claudio Bravo Camus, pittore cileno (n. 1936)
- 4 giugno - Lawrence Eagleburger, politico statunitense (n. 1930)
- 4 giugno - Maurice Garrel, attore francese (n. 1923)
- 4 giugno - Bo Lindgren, compositore di scacchi svedese (n. 1927)
- 5 giugno - Leon Botha, pittore, produttore discografico e disc jockey sudafricano (n. 1985)
- 5 giugno - Ludo Martens, storico e politico belga (n. 1946)
- 5 giugno - Célestin Oliver, calciatore e allenatore di calcio francese (n. 1930)
- 5 giugno - Ken Purpur, statunitense (n. 1932)
- 5 giugno - Piero Urati, partigiano italiano (n. 1922)
- 6 giugno - Claudio Cavazza, imprenditore italiano (n. 1934)
- 6 giugno - Chuan Chu, informatico cinese (n. 1919)
- 6 giugno - Bill Closs, cestista e allenatore di pallacanestro statunitense (n. 1922)
- 6 giugno - Enzo Del Re, cantautore italiano (n. 1944)
- 6 giugno - Werner Fischer, velista austriaco (n. 1940)
- 6 giugno - David B. Healy, astronomo statunitense (n. 1936)
- 6 giugno - Zeke Sinicola, cestista statunitense (n. 1929)
- 6 giugno - Masashi Ōuchi, sollevatore giapponese (n. 1943)
- 7 giugno - Jorge Semprún, scrittore e politico spagnolo (n. 1923)
- 8 giugno - John Mackenzie, regista scozzese (n. 1932)
- 8 giugno - Fazul Abdullah Mohammed, terrorista comoriano (n. 1974)
- 8 giugno - Alan Rubin, trombettista statunitense (n. 1943)
- 9 giugno - Maqbool Fida Husain, pittore, regista e sceneggiatore indiano (n. 1915)
- 9 giugno - Josip Katalinski, calciatore jugoslavo (n. 1948)
- 9 giugno - Tomoko Kawakami, doppiatrice giapponese (n. 1970)
- 9 giugno - Mike Mitchell, cestista statunitense (n. 1956)
- 10 giugno - Paolo Barbi, politico italiano (n. 1919)
- 10 giugno - Jurij Budanov, ufficiale e militare russo (n. 1963)
- 10 giugno - Cosimo Caliandro, mezzofondista italiano (n. 1982)
- 10 giugno - Bernhard Heisig, pittore e illustratore tedesco (n. 1925)
- 10 giugno - Patrick Leigh Fermor, scrittore e viaggiatore britannico (n. 1915)
- 10 giugno - Neri Marraccini, politico italiano (n. 1928)
- 10 giugno - Ernesto Pucci, politico italiano (n. 1917)
- 10 giugno - Franz Reitz, ciclista su strada, pistard e ciclocrossista tedesco (n. 1929)
- 11 giugno - Ginette Catriens, modella francese (n. 1915)
- 11 giugno - Giorgio Celli, entomologo, etologo e politico italiano (n. 1935)
- 11 giugno - Pedro Espinoza, allenatore di pallacanestro venezuelano (n. 1934)
- 11 giugno - Gunnar Fischer, direttore della fotografia svedese (n. 1910)
- 11 giugno - Eliyahu M. Goldratt, fisico israeliano (n. 1947)
- 11 giugno - Kurt Nielsen, tennista danese (n. 1930)
- 11 giugno - Bruno Pilaš, calciatore jugoslavo (n. 1950)
- 11 giugno - Seth Putnam, cantante e polistrumentista statunitense (n. 1968)
- 11 giugno - Wolfgang Reinhardt, astista tedesco (n. 1943)
- 12 giugno - Daniela Caroli, attrice e doppiatrice italiana (n. 1947)
- 12 giugno - John Wilton, diplomatico inglese (n. 1921)
- 12 giugno - Laura Ziskin, produttrice cinematografica statunitense (n. 1950)
- 13 giugno - Giacomo Benevelli, scultore italiano (n. 1925)
- 14 giugno - Romano Comincioli, dirigente d'azienda e politico italiano (n. 1935)
- 14 giugno - Peter Schamoni, regista, sceneggiatore e produttore cinematografico tedesco (n. 1934)
- 15 giugno - Bruno Alfier, calciatore italiano (n. 1927)
- 15 giugno - Serafim Baptista, calciatore portoghese (n. 1925)
- 15 giugno - Marshall Rogers, cestista statunitense (n. 1953)
- 16 giugno - Wild Man Fischer, cantante e compositore statunitense (n. 1944)
- 16 giugno - Pavel Stolbov, ginnasta sovietico (n. 1929)
- 17 giugno - Bruno Battaglia, biologo italiano (n. 1923)
- 18 giugno - Ulrich Biesinger, calciatore tedesco (n. 1933)
- 18 giugno - Elena Bonnėr, attivista e medico sovietica (n. 1923)
- 18 giugno - Frederick Chiluba, politico zambiano (n. 1943)
- 18 giugno - Clarence Clemons, sassofonista statunitense (n. 1942)
- 18 giugno - Karl Frei, ginnasta svizzero (n. 1917)
- 18 giugno - Gennadij Sidorov, attore e regista sovietico (n. 1962)
- 19 giugno - Marcello De Nardus, cestista italiano (n. 1922)
- 19 giugno - Don Diamond, attore e doppiatore statunitense (n. 1921)
- 19 giugno - John Kerr, allenatore di calcio e calciatore scozzese (n. 1943)
- 20 giugno - Alexander Abrosimov, matematico e docente russo (n. 1948)
- 20 giugno - Milivoj Ašner, poliziotto croato (n. 1913)
- 20 giugno - Ryan Dunn, personaggio televisivo statunitense (n. 1977)
- 20 giugno - Gilbert Ouy, medievista e bibliotecario francese (n. 1924)
- 20 giugno - Ottilie Patterson, cantante e pianista britannica (n. 1932)
- 20 giugno - Lamberto Sechi, giornalista italiano (n. 1922)
- 21 giugno - Maria Gomes Valentim, supercentenaria brasiliana (n. 1896)
- 21 giugno - Alena Reichová, ginnasta cecoslovacca (n. 1933)
- 22 giugno - Consuelo Armijo, scrittrice e illustratrice spagnola (n. 1940)
- 22 giugno - Alberto Cavalieri, pittore e scultore italiano (n. 1927)
- 22 giugno - Luciano Sassi, allenatore di calcio e calciatore italiano (n. 1931)
- 22 giugno - Stanislav Zámečník, scrittore e storico ceco (n. 1922)
- 22 giugno - Coşkun Özarı, calciatore e allenatore di calcio turco (n. 1931)
- 23 giugno - Gene Colan, fumettista statunitense (n. 1926)
- 23 giugno - Christiane Desroches Noblecourt, egittologa e archeologa francese (n. 1913)
- 23 giugno - Peter Falk, attore e produttore televisivo statunitense (n. 1927)
- 23 giugno - Stéphane Franke, mezzofondista tedesco (n. 1964)
- 23 giugno - Johannes Geccelli, artista tedesco (n. 1925)
- 23 giugno - Dennis Marshall, calciatore costaricano (n. 1985)
- 23 giugno - Attilio Ruffini, politico, avvocato e saggista italiano (n. 1924)
- 23 giugno - Fred Steiner, compositore, direttore d'orchestra e arrangiatore statunitense (n. 1923)
- 24 giugno - Tomislav Ivić, calciatore e allenatore di calcio jugoslavo (n. 1933)
- 24 giugno - Alvaro Mancori, direttore della fotografia e produttore cinematografico italiano (n. 1923)
- 24 giugno - Robbie Nichols, giocatore di football americano statunitense (n. 1946)
- 25 giugno - Annie Easley, informatica e matematica statunitense (n. 1933)
- 25 giugno - Martin H. Greenberg, curatore editoriale statunitense (n. 1941)
- 25 giugno - Rune Gustafsson, mezzofondista svedese (n. 1919)
- 25 giugno - Fritz Morf, calciatore svizzero (n. 1928)
- 25 giugno - Alice Playten, attrice e doppiatrice statunitense (n. 1947)
- 25 giugno - Bent Sørensen, calciatore danese (n. 1926)
- 25 giugno - Margaret Tyzack, attrice britannica (n. 1931)
- 25 giugno - Juan Vallet de Goytisolo, giurista spagnolo (n. 1917)
- 26 giugno - Jan van Beveren, calciatore olandese (n. 1948)
- 26 giugno - Adalberto Escobar, calciatore paraguaiano (n. 1949)
- 26 giugno - Vinicio Facca, calciatore italiano (n. 1939)
- 26 giugno - Edith Fellows, attrice statunitense (n. 1923)
- 27 giugno - Lorenzo Charles, cestista e allenatore di pallacanestro statunitense (n. 1963)
- 27 giugno - Lucos Cozza, archeologo italiano (n. 1921)
- 27 giugno - Mike Doyle, calciatore inglese (n. 1946)
- 27 giugno - Elaine Stewart, attrice e modella statunitense (n. 1930)
- 28 giugno - Giorgio Bernardin, calciatore italiano (n. 1928)
- 28 giugno - Lidia De Federicis, critica letteraria e insegnante italiana (n. 1930)
- 28 giugno - Vladimir Dimitrijević, editore e scrittore serbo (n. 1934)
- 28 giugno - Silvio Fagiolo, diplomatico italiano (n. 1938)
- 28 giugno - Osamu Kobayashi, doppiatore giapponese (n. 1934)
- 28 giugno - Walter Nicodemi, ingegnere italiano (n. 1936)
- 29 giugno - José Luis Areta, calciatore spagnolo (n. 1933)
- 29 giugno - Carlos Diarte, calciatore e allenatore di calcio paraguaiano (n. 1954)
- 29 giugno - Bernhard Frank, militare tedesco (n. 1913)
- 29 giugno - Julien Gaelens, ciclista su strada belga (n. 1939)
- 29 giugno - Stefano Gobbi, presbitero italiano (n. 1930)
- 29 giugno - Kaya Köstepen, calciatore turco (n. 1934)
- 29 giugno - Ettore Luzzatto, ingegnere chimico e scrittore italiano (n. 1914)
- 29 giugno - Domenico Pecile, vescovo cattolico italiano (n. 1922)
- 29 giugno - Lubomír Tesáček, mezzofondista cecoslovacco (n. 1957)
- 30 giugno - Jimmy Roselli, cantante statunitense (n. 1925)
- 30 giugno - Georg Maximilian Sterzinsky, cardinale e arcivescovo cattolico tedesco (n. 1936)
- 30 giugno - Saverio Vertone, scrittore, opinionista e politologo italiano (n. 1927)